# Міжнародна олімпіада з інформатики
Міжнародна олімпіада з інформатики (англ. International Olympiad in Informatics, IOI) — щорічне змагання з інформатики серед школярів, одна з п'яти міжнародних наукових олімпіад і одне з найпрестижніших змагань з інформатики у світі. IOI вперше була проведена в 1989 році.
Змагання триває два дні, учасникам пропонується розв'язати й запрограмувати алгоритмічні завдання. Учасники змагаються індивідуально, і від кожної країни може бути не більше чотирьох учасників (загальна кількість країн у 2019 році — 88, кількість учасників — 335). Учасники зазвичай відбираються за результатами національних змагань.

## Список олімпіад
| Рік, номер                                                 | Місце                               | Дата                    | Учасники | Команди | Українські медалі            |
| ---------------------------------------------------------- | ----------------------------------- | ----------------------- | -------- | ------- | ---------------------------- |
| 1992, IV                                                   | Німеччина, Бонн                     | 12-21 липня             | 166      | 51      | 1 срібло, 3 бронзи           |
| 1993, V                                                    | Аргентина, Мендоса                  | 15-25 жовтня            | 155      | 43      |                              |
| 1994, VI                                                   | Швеція, Стокгольм                   | 3-10 липня              | 189      | 49      | 1 срібло, 1 бронза           |
| 1995, VII [Архівовано 15 лютого 2019 у Wayback Machine.]   | Нідерланди, Ейндховен               | 26 червня — 3 липня     | 210      | 51      | 2 бронзи                     |
| 1996, VIII [Архівовано 27 квітня 2019 у Wayback Machine.]  | Угорщина, Веспрем                   | 25 липня — 2 серпня     | 222      | 57      | 1 срібло, 1 бронза           |
| 1997, IX                                                   | ПАР, Кейптаун                       | 30 листопада — 7 грудня | 250      | 63      | 2 бронзи                     |
| 1998, X                                                    | Португалія, Сетубал                 | 5-12 вересня            | 241      | 68      | 1 срібло, 2 бронзи           |
| 1999, XI                                                   | Туреччина, Анталія                  | 9-16 жовтня             | 254      | 65      | 2 бронзи                     |
| 2000, XII                                                  | Китайська Народна Республіка, Пекін | 22-30 вересня           | 272      | 72      | 2 срібла, 1 бронза           |
| 2001, XIII                                                 | Фінляндія, Тампере                  | 14-21 липня             | 272      | 74      | 4 бронзи                     |
| 2002, XIV [Архівовано 23 січня 2009 у Wayback Machine.]    | Південна Корея, Йонг-Ін             | 18-25 серпня            | 276      | 78      | 1 срібло, 2 бронзи           |
| 2003, XV                                                   | США, Кеноша                         | 16-23 серпня            | 261      | 75      | 1 золото, 2 бронзи           |
| 2004, XVI                                                  | Греція, Афіни                       | 11-18 вересня           | 295      | 80      | 1 срібло, 2 бронзи           |
| 2005, XVII                                                 | Польща, Нови Сонч                   | 18-25 серпня            | 276      | 70      | 2 золота, 1 срібло, 1 бронза |
| 2006, XVIII                                                | Мексика, Мерида                     | 13-20 серпня            | 284      | 75      | 1 золото, 2 срібла, 1 бронза |
| 2007, XIX [Архівовано 1 жовтня 2008 у Wayback Machine.]    | Хорватія, Загреб                    | 15-22 серпня            | 285      | 77      | 1 золото, 1 срібло, 2 бронзи |
| 2008, XX                                                   | Єгипет, Каїр                        | 16-23 серпня            | 283      | 75      | 1 срібло, 2 бронзи           |
| 2009, XXI                                                  | Болгарія, Пловдив                   | 8-15 серпня             | 301      | 85      | 1 золото, 1 срібло, 2 бронзи |
| 2010, XXII [Архівовано 28 серпня 2008 у Wayback Machine.]  | Канада, Ватерлоо                    | 14-21 серпня            | 300      | 84      | 1 срібло, 2 бронзи           |
| 2011, XXIII                                                | Таїланд, Паттая                     | 22-29 липня             | 307      | 80      | 1 срібло, 2 бронзи           |
| 2012, XXIV [Архівовано 14 жовтня 2012 у Wayback Machine.]  | Італія, Монтік'ярі, Сірміоне        | 23-30 вересня           | 312      | 81      | 1 золото, 1 срібло, 2 бронзи |
| 2013, XXV [Архівовано 12 квітня 2013 у Wayback Machine.]   | Австралія, Брисбен                  | 06-13 липня             | 321      | 90      | 1 срібло, 3 бронзи           |
| 2014, XXVI                                                 | Республіка Китай, Тайбей            | 13-20 липня             | 309      | 89      | 1 срібло, 2 бронзи           |
| 2015, XXVII [Архівовано 3 липня 2016 у Wayback Machine.]   | Казахстан, Алмати                   | 26 липня — 2 серпня     | 324      | 84      | 3 срібла та 1 бронза         |
| 2016, XXVIII                                               | Росія, Казань                       | 12 серпня — 19 серпня   | 320      | 80      | Україна не брала участь      |
| 2017, XXIX [Архівовано 29 вересня 2018 у Wayback Machine.] | Іран, Тегеран                       | 27 липня — 4 серпня     | 318      | 84      | 1 золото, 2 срібла           |
| 2018, ХХХ [Архівовано 2 березня 2022 у Wayback Machine.]   | Японія, Цукуба                      | 1 вересня — 8 вересня   | 341      | 87      | 1 золото, 2 срібла, 1 бронза |
| 2019, XXXI [Архівовано 1 квітня 2022 у Wayback Machine.]   | Азербайджан, Баку                   | 4 серпня — 11 серпня    | 329      | 88      | 1 золото, 2 срібла, 1 бронза |

## Україна на Міжнародній олімпіаді з інформатики

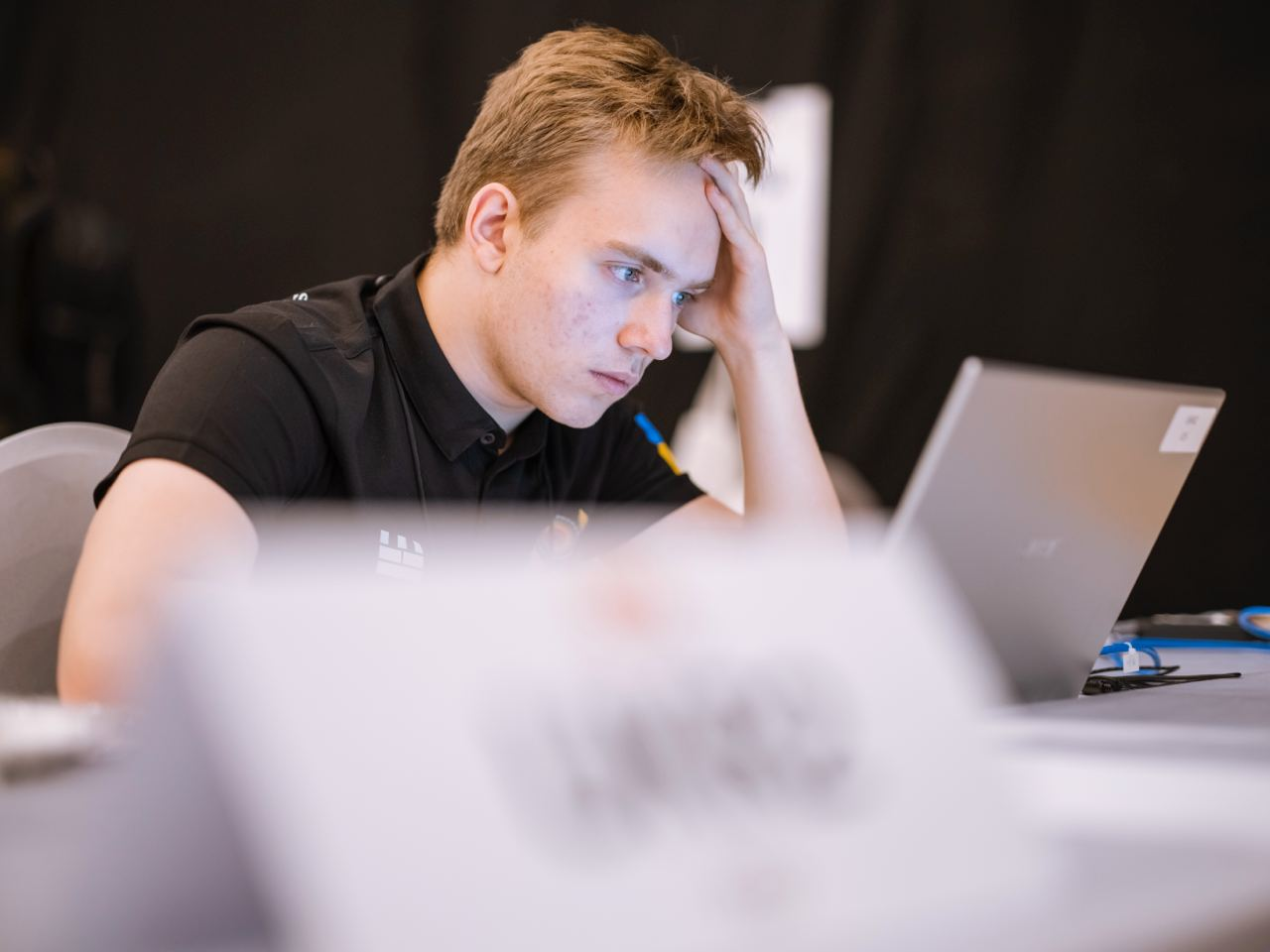
Олег Навер – багаторазовий переможець міжнародної олімпіади з інформатики.

Україна вперше взяла участь у Міжнародній олімпіаді з інформатики в 1992 році.
Представники від України традиційно визначаються за результатами навчально-тренувальних зборів, на які запрошуються школярі, що продемонстрували високі результати на Всеукраїнській олімпіаді з інформатики.
На 27 олімпіадах, у яких брала участь Україна, 20 медалей здобули учасники команди Українського фізико-математичного ліцею (УФМЛ КНУ), м. Київ — 13, Кіровоградська обл. — 12, Харківська обл. — 12, Донецька обл. — 11, Полтавська обл. — 15, Дніпропетровська обл. — 7, Львівська обл. — 3, Хмельницька обл. — 3, Запорізька обл. — 2, Миколаївська обл. — 2, Чернівецька обл. — 2, АРК Крим — 1, Вінницька обл. — 1, Закарпатська обл. — 2, Одеська обл. — 1, Сумська обл. — 1.
Персонально по роках учасники отримали такі результати:
| Рік  | Медалі                                                      | Медалі | Медалі | Диплом |
| Рік  | Золото                                                      | Срібло | Бронза | Диплом |
| 1992 |                                                             | Скворцов Олексій (Дніпропетровська область)                                                                            | Матлаш Павло (Миколаївська область) Филипенко Денис (Донецька область) Бондаренко Віталій (Харківська область)    | |
| 1993 |                                                             | | | Данильченко Сергій (Київ) Лещинський Андрій (Донецька область) Мосорин Павло (Львівська область) Рубан Ігор (УФМЛ) |
| 1994 |                                                             | Кирилов Олексій (Харківська область)                                                                                   | Поцепаєв Роман (Донецька область)                                                                                 | Лютко Павло (Кіровоградська область) Дубинський Леонід (Дніпропетровська область)                                  |
| 1995 |                                                             | | Меламуд Дмитро (Одеська область) Жук Сергій (Чернівецька область)                                                 | Кирилов Олексій (Харківська область) Фрід Ігор (Дніпропетровська область)                                          |
| 1996 |                                                             | Сімонов Кирило (Донецька область)                                                                                      | Ягіяєв Шаміль (УФМЛ)                                                                                              | Мельник Михайло (УФМЛ) Іванов Володимир (Сумська область)                                                          |
| 1997 |                                                             | | Хенкін Сергій (Дніпропетровська область) Манойло Юрій (Миколаївська область)                                      | Діденко Сергій (УФМЛ) Наливайко Дмитро (Донецька область)                                                          |
| 1998 |                                                             | Грушецький Олександр (Київ)                                                                                            | Діденко Сергій (УФМЛ) Ткачук Сергій (Хмельницька область)                                                         | Щедрин Валерій (УФМЛ)                                                                                              |
| 1999 |                                                             | | Іотко Олександр (Хмельницька область) Ляхов Андрій (Чернівецька область)                                          | Ущаповський Олександр (УФМЛ) Внуков Дмитро (Запорізька область)                                                    |
| 2000 |                                                             | Внуков Дмитро (Запорізька область) Яценко Євген (Дніпропетровська область)                                             | Малишев Євген (АРК Крим)                                                                                          | Власюк Богдан (Вінницька область)                                                                                  |
| 2001 |                                                             | | Сурогин Віктор (УФМЛ) Середа Андрій (Донецька область) Середа Андрій (Київ) Луференко Петро (Донецька область)    | |
| 2002 |                                                             | Луференко Петро (Донецька область)                                                                                     | Стасюк Андрій (Донецька область) Ткачук Володимир (Київ)                                                          | Глуховский Олексій (Хмельницька область)                                                                           |
| 2003 | Яковенко Богдан (УФМЛ)                                      | | Галкін Олександр (Харківська область) Знов'як Юрій (Київ)                                                         | Катаргин Борис (Харківська область)                                                                                |
| 2004 |                                                             | Гончаренко Сергій (УФМЛ)                                                                                               | Гриненко Андрій (Київ) Знов'як Юрій (Київ)                                                                        | Кордубан Дмитро (Київ)                                                                                             |
| 2005 | Знов'як Юрій (Київ) Гриненко Андрій (Київ)                  | Мисак Данило (Київ) | Кожаєв Володимир (УФМЛ)                                                                                           | |
| 2006 | Данило Нейтер (УФМЛ)                                        | Дмитро Джулгаков (Харківська область) Владислав Симоненко (Кіровоградська область)                                     | Роман Різванов (Донецька область)                                                                                 | |
| 2007 | Данило Нейтер (УФМЛ)                                        | Андрій Коротков (УФМЛ)                                                                                                 | Руслан Симоненко (Кіровоградська область) Рустам Джумініязов (Кіровоградська область)                             | |
| 2008 |                                                             | Руслан Симоненко (Кіровоградська область)                                                                              | Сергій Могильний (Київ) Богдан Танцюра (УФМЛ)                                                                     | Рустам Джумініязов (Кіровоградська область)                                                                        |
| 2009 | Ярослав Твердохліб (Київ)                                   | Степан Паламарчук (Кіровоградська область)                                                                             | Євген Анісімов (УФМЛ) Вадим Янушкевич (Донецька область)                                                          | |
| 2010 |                                                             | Євген Василів (УФМЛ)                                                                                                   | Віталій Дем'янюк (УФМЛ) Марк Лавриненко (Кіровоградська область)                                                  | Сергій Нагін (Кіровоградська область)                                                                              |
| 2011 |                                                             | Сергій Нагін (Кіровоградська область)                                                                                  | Євген Василив (УФМЛ) Андрій Макар (Львівська область)                                                             | Андрій Кашин (УФМЛ)                                                                                                |
| 2012 | Сергій Нагін (Кіровоградська область)                       | Віталій Герасимів (Львівська область)                                                                                  | Роман Фурко (Полтавська область) Роман Рубаненко (Полтавська область)                                             | |
| 2013 |                                                             | Фурко Роман (Полтавська область)                                                                                       | Рубаненко Роман (Полтавська область) Дмитро Федоряк (Дніпропетровська область) Ілля Шевченко (Харківська область) | |
| 2014 |                                                             | Шевченко Ілля (Харківська область)                                                                                     | Бабенко Михайло (Харківська область) Селіванов Андрій (Дніпропетровська область)                                  | Омел'яненко Андрій (Полтавська область)                                                                            |
| 2015 |                                                             | Роман Качур (Полтавська область) Марк Міхно (Полтавська область) Матвій Асландуков (Харківська область)                | Ілля Шевченко (Харківська область)                                                                                | |
| 2017 | Антон Ципко (Кіровоградська область)                        | Станіслав Томаш (Закарпатська область) Ілля Коваль (Харківська область)                                                | | Назарій Деньга (Полтавська область)                                                                                |
| 2018 | Даніїл Смельський (Полтавська область)                      | Софія Мельник (Полтавська область) Назарій Деньга (Полтавська область)                                                 | Адальберт Макарович (Закарпатська область)                                                                        | |
| 2019 | Назарій Деньга (Полтавська область)                         | Софія Мельник (Полтавська область) Андрій Куц (Полтавська область)                                                     | Максим Зуб (Полтавська область)                                                                                   | |
| 2020 |                                                             | Владислав Заводник (УФМЛ) Андрій Ковригін (м. Київ) Софія Мельник (Полтавська область) Олег Навер (Полтавська область) | | |
| 2021 | Олег Навер (Полтавська область)                             | Андрій Ковригін (м. Київ) Костянтин Савчук (Житомирська область)                                                       | | Максим Тур (Полтавська область)                                                                                    |
| 2022 | Роман Янушевський (м. Київ) Олег Навер (Полтавська область) | Владислав Денисюк (Хмельницька область)                                                                                | Дарина Карпенко (Хмельницька область)                                                                             | |
| 2023 |                                                             | Андрій Столітній (Полтавська область) Андрій Смутчак (м. Київ) Аліса Потьомкіна (м. Київ)                              | Дарина Карпенко (Хмельницька область)                                                                             | |
| 2024 |                                                             | Денис Терещенко (м. Київ) Андрій Смутчак (м. Київ) Ілля Пермяков (Харківська область)                                  | Ігнат Жаріхін (Харківська область)                                                                                | |